# フランス海軍の原子炉
フランス海軍の原子炉ではフランス海軍における原子力の開発・運用について記述する。
フランスにおいて艦船上での発電・推進用途の原子炉は軍用に限られており、フランス海軍の原子力潜水艦および原子力空母のみである。
アメリカ合衆国における「サヴァンナ」、ドイツにおける「オットー・ハーン」、日本における「むつ」、あるいはソビエト連邦/ロシアにおける原子力砕氷船のような民間商用船舶のための発電・推進力用途の原子力利用の実績はない。

## 草創期
フランスにおける原子力利用は、1945年10月の原子力庁（Commissariat à l'énergie atomique: CEA、現・「原子力・代替エネルギー庁〈Commissariat à l’énergie atomique et aux énergies alternatives: CEA〉）の設立に始まる。当初から軍事利用と民生利用が考慮され、CEAは原子力の民間用、軍用のあらゆる利用に責任を負っていた。軍事利用では1960年に原爆実験に成功（ジェルボアーズ・ブルー）し、1974年までに45回の大気圏核実験を行い、民生利用では、1963年に発電炉（シノン原子力発電所におけるマグノックス炉）の運転を開始した。
1954年、フランス海軍本部は原子力潜水艦のための予算を獲得した。翌1955年、シェルブールにおいて、Q-244と命名されるべき、フランスの最初の原子力潜水艦の建造が開始された。
1956年、フランス国防大臣は海軍に対し、艦艇（とりわけ原子力潜水艦）および（可能ならば空母艦載機）航空機から発射するミサイルにより戦略打撃能力に寄与すること、および、核環境下における空母の生残性について再考することを命じた。
1957年、ドワイト・D・アイゼンハワー米大統領は、NATOの会合の席上で、原子力潜水艦の開発に関心のあるNATO加盟国に協力する意思を提起した。
1958年、Q-244の建造が停止された。搭載が計画されていた加圧重水炉が船体に対し過大となる見込みによるものだった。
1959年、フランス・アメリカ防衛協定（1959年）のもとで、アメリカはフランスに濃縮ウラン440kgを地上設置の潜水艦用原型炉に用途を限って提供した。また、アメリカ合衆国議会は、潜水艦用原子炉の設計に関する機密情報へのフランスのアクセスを承認することを拒否した。
同年、Q-244の建造が最終的に断念された。アメリカは潜水艦用原子炉に必要な濃縮ウランを提供しようとせず、1958年に合意したはずの、完全な潜水艦用原子力推進システムの提供を行わなかった。
Q-244の開発から断念に至る経緯を踏まえ、アメリカから独立した国産の海軍核プログラムを実現するための施策が取られた。
- フランス原子力庁傘下に原子力推進部を設立した。
- カダラッシュの原子力研究センターを再編し、同センターを地上設置型の潜水艦用原型炉のための施設とした。
- トリカスタン原子力地区におけるウラン濃縮工場の開発を推進する。
- 長期（1959から1969年）の海軍建艦計画が承認され、そのなかで以下の原子力艦艇の建造が計画された。
  - 1959-1964　弾道ミサイル原子力潜水艦1隻
  - 1964-1969　弾道ミサイル原子力潜水艦3隻および攻撃型原潜1隻

- 建造が断念されたQ-244の建造途上の船体は、フランスの海上抑止戦力を開発するという決定に従い、SLBMおよび関連システムの検証をおこなうための通常動力型実験潜水艦として再利用・再設計され、Q-251「ジムノート」（Q-251 Gymnôte, 就役後のペナントナンバーはS655）として1966年に竣工されることとなった。Q-251には4本の垂直発射管が設置され、また、最初の弾道ミサイル原潜であるル・ルドゥタブルに搭載する誘導・慣性航法装置のプロトタイプが搭載された。その後、Q-251は、M2、M20、M4といったSLBMの試射を100回以上実施したのち、1987年に退役した[5]。

## フランス海軍の原子炉
フランス海軍が運用する原子炉は、一体型の蒸気供給システム付きの加圧水型炉で、全てテクニカトム（後にアレヴァTA、現テクニカトム）による設計・建造である。

### PWR/SNLE
ル・ルドゥタブル級原子力潜水艦向けの原子炉。
- 出力83MWt（推定）
- 燃料：90％濃縮ウラン
- 1971年運用開始。ル・ルドゥタブル級原子力潜水艦は2008年に最後の1隻が退役している。

### PWR/SNA-72 (またはCAS48 and K48)
- 出力48MWt
- 燃料：7%濃縮ウラン。SSNの運用サイクルに応じた炉心寿命は約7年。
- 1983年運用開始

### K15
ル・トリオンファン級原子力潜水艦および原子力空母「シャルル・ド・ゴール」用原子炉
- 出力150MWt。CAS48の拡大設計型。
- 燃料：7～20%濃縮ウラン。SSBNの運用サイクルでの炉心寿命は20～25年。
- シャルル・ド・ゴールは2001年就役後、5年後の2001年に初の大規模オーバーホール入りし、2007年9月から15か月をかけて燃料交換工事を行った。この時交換された第1世代の炉心は25ノットの速力での持続的運用で5年の寿命をもつよう設計されていた[7]。

### 新型PWR
シュフラン級原子力潜水艦用の新型原子炉。K15型原子炉の設計に基づく。
- 出力150MWt
- フランスの民間商用原子力発電所で使用されるのと同じ濃縮度7.5%の低濃縮二酸化ウラン燃料を使用する[8]。これは原子炉の燃料コストの削減を期待してのものである。SSNの運用サイクルに応じた炉心寿命は約10年[8]。
- 2017年運用開始予定

## 研究開発体制
フランスの原子力研究・開発体制において、政策を主導してきた原子力庁は、2000年に国防、原子力、技術利用、基礎研究の4部門に分割再編成した。
国防分野における主たる事業として、計算機シミュレーション、核弾頭と潜水艦技術の研究開発がある。フランスは1950年代以来、長期にわたり、独自の核抑止力の維持をはかっている。核実験は1996年に終了したが、核抑止力維持のため、計算機シミュレーション技術を開発している。そのプログラムの開発は、核爆発の物理モデルの開発、シミュレーションのための膨大なソフトと高度な計算機の開発、及び過去の核実験データ等の解析・検証により行われている。
核弾頭と潜水艦技術については、陸上用と海軍用核弾頭の開発と保守、新型潜水艦用原子炉と推進器の開発と保守、第4世代弾道ミサイルの開発と保守がある。また、使用期限がきた原子炉と推進器の解体と放射性廃棄物処理技術も業務に含まれる。

### 退役原潜の処理
フランスはシェルブール軍港において、3隻の原子力潜水艦を解体している。シェルブールにおいては、最終的な処分方法を未決保留のまま、3隻の原子炉区画が地上で一時保管中である。
フランス海軍に最初に就役した原子力潜水艦であるル・ルドゥタブル（S611、, Le Redoutable）はシェルブールのシテ・ド・ラ・メール海軍博物館にて展示される博物館船に2002年に転換された。原子炉は撤去され、単なる鋼鉄の円筒に置き換えられた。

### 近年の動向
リュビ級原子力潜水艦は、2017年以降シュフラン級原子力潜水艦による置換が進む見込みである。ル・トリオンファン級原子力潜水艦は新しいM51.2ミサイルへの換装が進められつつあり、また、4隻建造予定のうちの最終艦ル・テリブルが2010年に就役していることから、特段の重要なシステムの更新は近日中には必要とされていない。
弾道ミサイル潜水艦に搭載する新世代の核弾道を搭載したM51.2SLBMの開発が完了し、2015年に実戦部隊への配備が開始している。
また、フランスは、ブラジルが国産の原子力潜水艦建造能力を獲得しようとしているのを支援している。フランスのナバル・グループは、ブラジルのリオデジャネイロ州イタグァイーに建設予定の造船所においてブラジルの原子力潜水艦を建造するSociedadede PropositoEspecifico (SPE)に49%の出資をしている。